# Пьяцца Феррари
Пьяцца Феррари — (Piazza De Ferrari) — главная площадь Генуи. Расположена между старым городом и современным деловым центром. Посреди площади находится фонтан (построен при финансовой поддержке семьи Пьяджо в 1936 году), наряду с маяком Лантерна — одним из символов города.
Площадь получила своё названию по рядом расположенному дому герцога и мецената Рафаэля де Феррари в 1887 году. Здесь проходят манифестации горожан и праздничные концерты. На площадь выходят боковой фасад дворца дожей, церковь Джезу, дворец биржи (построен в 1912 году), главный городской театр Карло-Феличе и музей Лигурийской академии изящных искусств (построены Карло Барабино в 1825 году).
Ранее носила название площадь Сан-Доменико (по расположенной здесь церкви святого Доминика). В начале XIX веке была начата реконструкция площади под руководством местного архитектора Карло Барабино. К 1828 году была разобрана церковь святого Доминика и проложены новые улицы. В 1879 году установлена конная статуя из бронзы в память о Джузеппе Гарибальди (скульптор — Аугусто Ривальта). В 2005 году была открыта станция метро Ferrari.

## Галерея

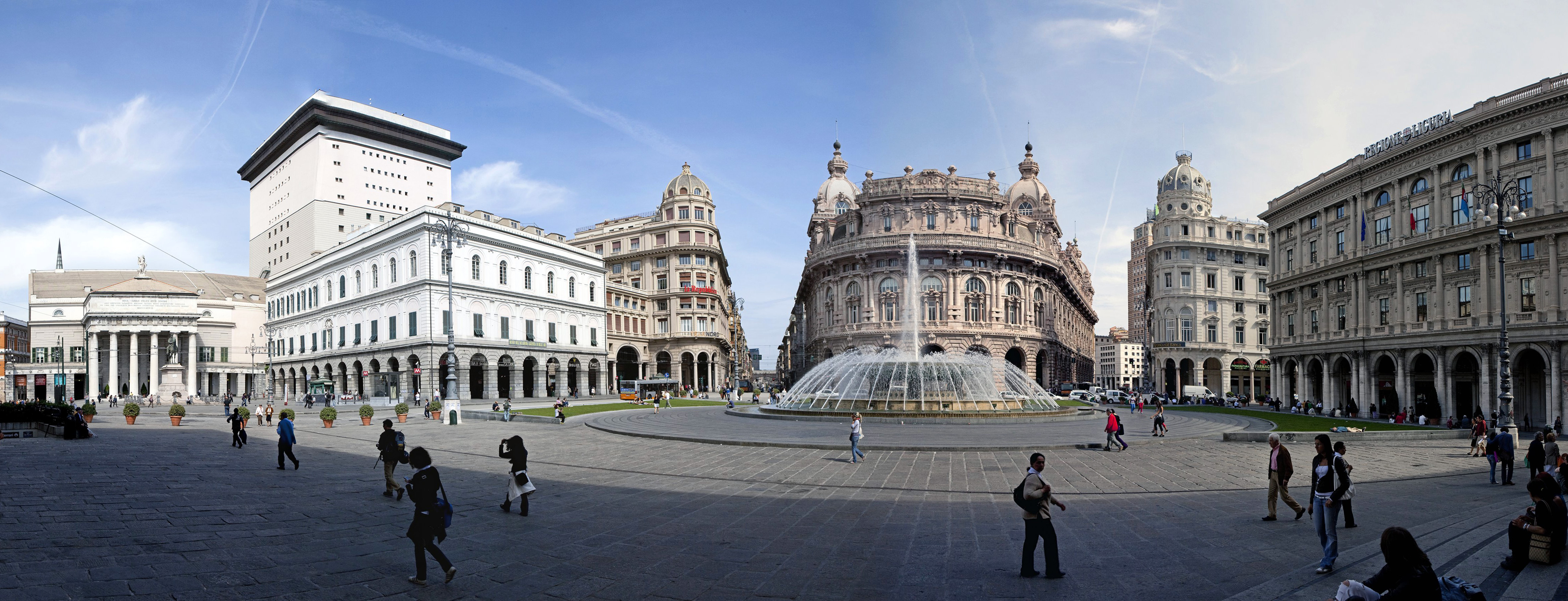
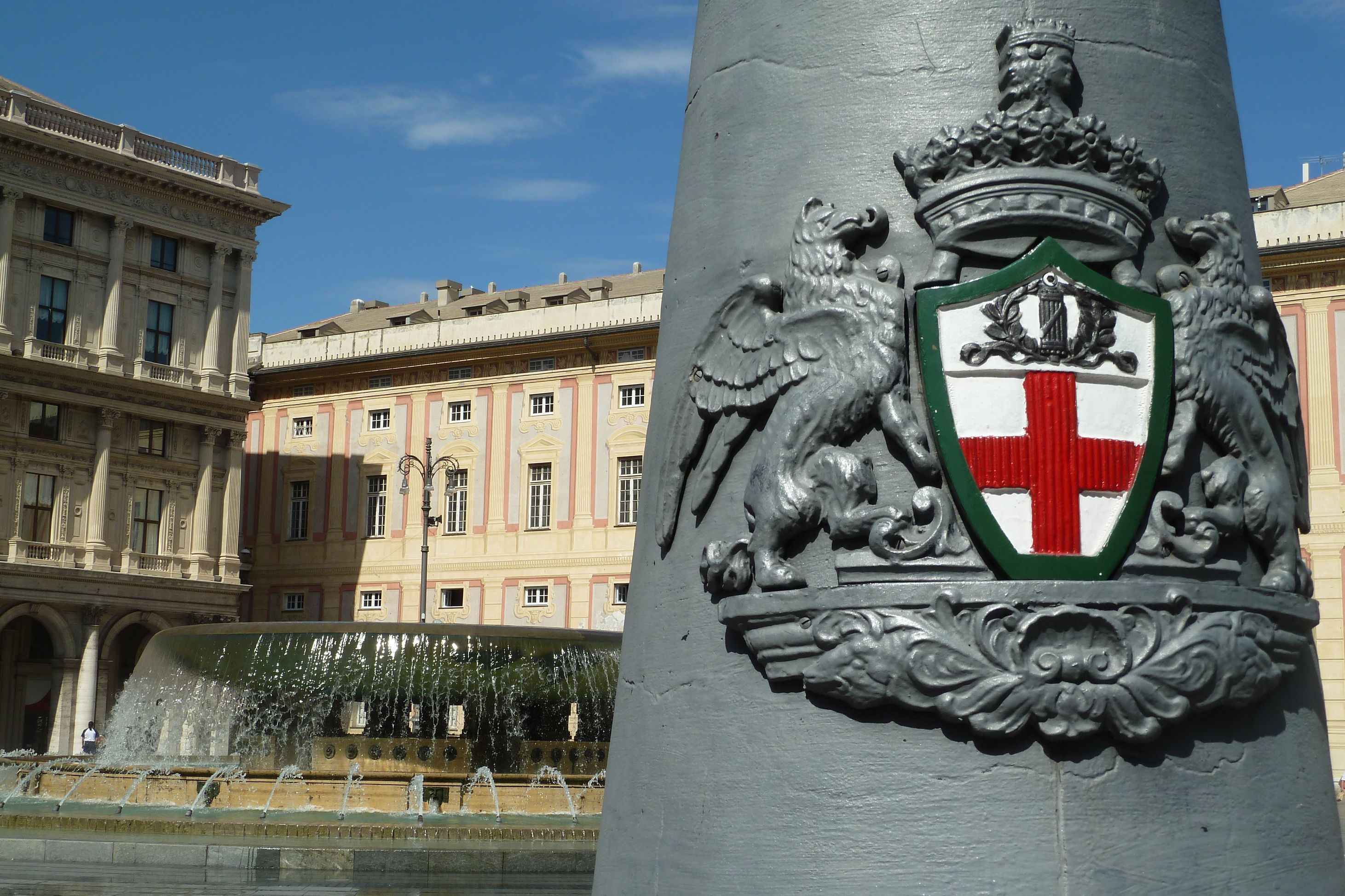
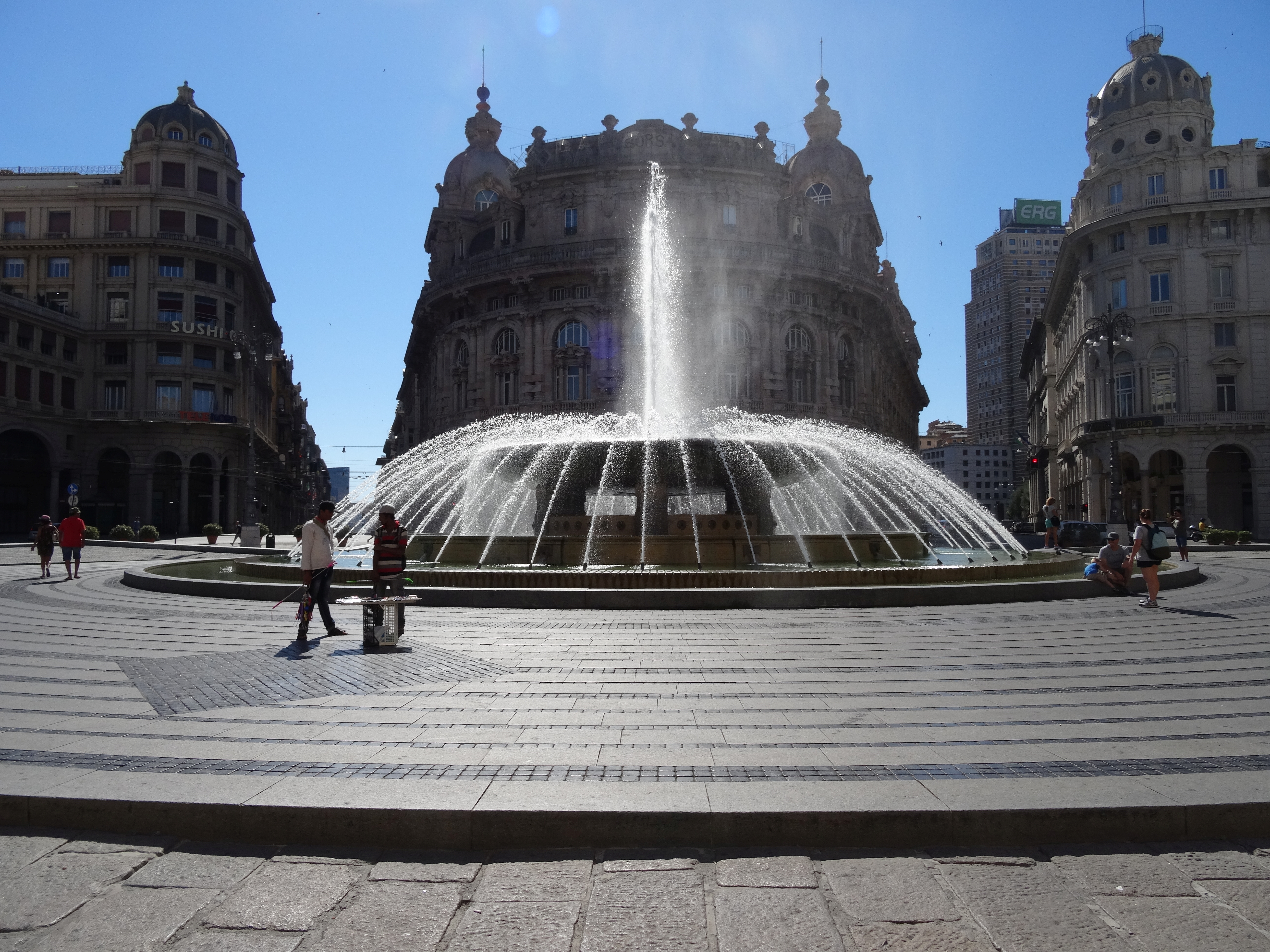
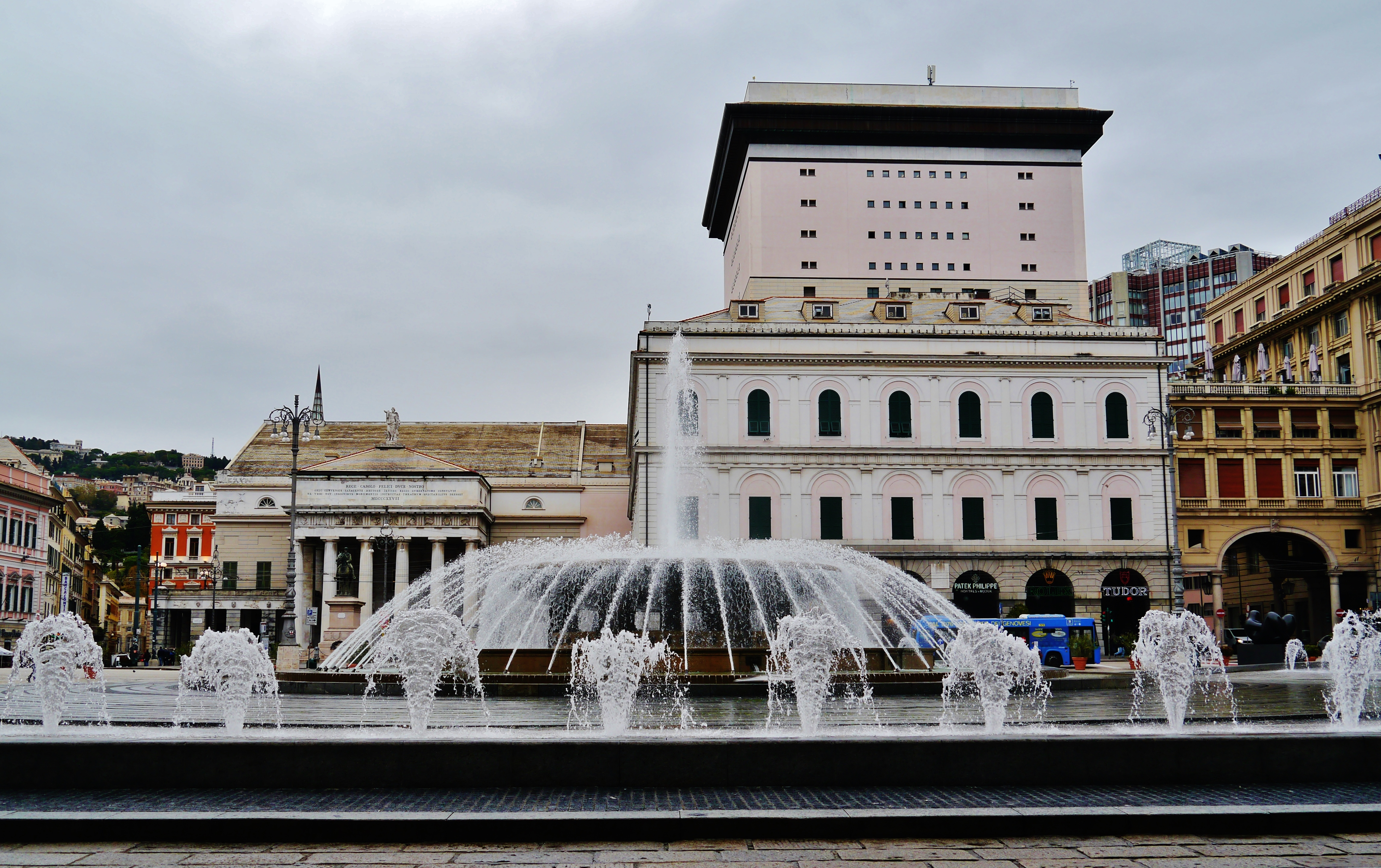